# Vakht'ang K'akhidze
Vakht'ang K'akhidze (in georgiano: ვახტანგ კახიძე; Tbilisi, 23 marzo 1959) è un compositore e direttore d'orchestra georgiano.

## Biografia
Figlio del direttore d'orchestra Jansugh K'akhidze, ha iniziato lo studio del pianoforte a 6 anni. Diplomato al conservatorio statale di Mosca, ha studiato composizione con Nikolai Sidelnikov e orchestrazione con Edison Denisov. Dal 1993 dirige l'Orchestra sinfonica di Tbilisi. Autore di un gran numero di composizioni, ha anche scritto colonne sonore cinematografiche, pezzi folkloristici, brani jazz e canzoni pop.